# Anaclileia nepalensis
Anaclileia nepalensis är en tvåvingeart som beskrevs av Bechev 1990. Anaclileia nepalensis ingår i släktet Anaclileia och familjen svampmyggor.
Artens utbredningsområde är Nepal. Inga underarter finns listade i Catalogue of Life.